# Mesón eta
En física de partículas, el mesón eta (η) y el mesón eta prima (η') son partículas subatómicas descubiertas en 1961; estos mesones están compuestos de una mezcla de quarks arriba, abajo y extraños con sus correspondientes antiquarks. 
El mesón eta encantado (ηc) y el mesón eta inferior (ηb) son formas de quarkonium. Tienen el mismo espín y paridad que los mesones eta ligeros, pero contienen quarks encanto y quarks fondo respectivamente. El quark top es demasiado pesado para formar un mesón similar (mesón eta superior, símbolo ηt), debido a su muy rápida desintegración.

## Composición de quarks
La partícula subatómica Eta (η) pertenece al conjunto pseudoescalar de nueve mesones que tienen espín J = 0 y paridad negativa; igualmente Eta y Eta prima tiene isoespín total I igual a cero, y valores nulos de extrañeza e hipercarga. Cada quark que aparece en una partícula subatómica Eta está acompañado de su antiquark (por ello la partícula global en su conjunto no posee "sabor") y todos los números cuánticos principales tienen un valor igual a cero.
La teoría de quarks con simetría básica SU (3) para los tres quarks más ligeros, que sólo tiene en cuenta la fuerza fuerte, predice las partículas correspondientes
{\displaystyle \eta _{1}=\mathrm {\tfrac {u{\bar {u}}+d{\bar {d}}+s{\bar {s}}}{\sqrt {3}}} }, y
{\displaystyle \eta _{8}=\mathrm {\tfrac {u{\bar {u}}+d{\bar {d}}-2s{\bar {s}}}{\sqrt {6}}} }.
Los subíndices se refieren al hecho de que η 1 se corresponde con un singlete (que es totalmente antisimétrico) y η8 se corresponde con un octeto. Sin embargo, en este caso, las fuerzas débil y electromagnética, que pueden transformar un sabor de quark en otro, causan una significativa, aunque pequeña, cantidad de "mezcla" de los estados propios (con ángulo de mezcla θP = -11,5 grados), de modo que la composición real de quarks es una combinación lineal de estas fórmulas . Esto es:
{\displaystyle \left({\begin{array}{cc}\cos \theta _{\mathrm {P} }&-\sin \theta _{\mathrm {P} }\\\sin \theta _{\mathrm {P} }&\cos \theta _{\mathrm {P} }\end{array}}\right)\left({\begin{array}{c}\eta _{8}\\\eta _{1}\end{array}}\right)=\left({\begin{array}{c}\eta \\\eta '\end{array}}\right)}.
El nombre de la partícula Eta sin subíndice se corresponde con la partícula real que es observada en la realidad y es próxima a η8. La partícula Eta prime es la partícula observada próxima a η1.
Las partículas Eta y Eta prima están estrechamente relacionadas con el pión neutro más conocido π0, donde
{\displaystyle \pi ^{0}=\mathrm {\tfrac {u{\bar {u}}-d{\bar {d}}}{\sqrt {2}}} }.
De hecho π0, η1 y η8 son tres combinaciones lineales ortogonales de los pares de quarks uu, dd y ss.  Están en el centro del conjunto pseudo-escalar de nueve mesones con los principales números cuánticos iguales a cero.

## Descubrimiento
El mesón eta fue descubierto en 1961 en colisiones pión-nucleón en el Bevatron, por A. Pevsner et al., en un momento en que el equipo que propuso la vía óctuple estaba dando lugar a predicciones y descubrimientos de nuevas partículas a partir de consideraciones de simetría.
La diferencia entre la masa de η y la de η' es más grande de lo que el modelo de quarks puede explicar de modo natural. Este «rompecabezas η-η'» se resuelve con los instantones.